# Zatoka Lubecka
Zatoka Lubecka (niem. Lübecker Bucht) – zatoka w południowo-zachodniej części Morza Bałtyckiego. Należy w całości do Niemiec. Jest częścią Zatoki Meklemburskiej. Jej południowo-zachodni kraniec formuje ujście rzeki Trave w miejscowości Travemünde (dzielnica Lubeki), od wschodu ograniczona (umownie) wyspą Poel, od północy pólwyspem Wagria nad Bałtykiem (niem. Wagrien). Wybrzeże zatoki wchodzi w skład krajów związkowych Meklemburgia-Pomorze Przednie i Szlezwik-Holsztyn. Kanał Łaba-Lubeka łączy zatokę (poprzez rzekę Trave), a tym samym Morze Bałtyckie z Łabą.

## Znaczenie
Zachodnie wybrzeże zatoki z portem Neustadt in Holstein, a także kurortami nadmorskimi Grömitz, Pelzerhaken, Sierksdorf, Haffkrug, Scharbeutz, Timmendorfer Strand, Niendorf/Ostsee i Travemünde oraz półwyspem Priwall ma istotne znaczenie dla turystyki nadmorskiej. Co roku, w drugiej połowie lipca w Travemünde odbywają się drugie pod względem wielkości regaty żeglarskie Travemünder Woche. W zatoce planowane jest wybudowanie elektrowni wiatrowej na sztucznej wyspie.

## Katastrofy
21 lipca 1850 roku w zatoce zatonął parowiec Von der Tann. 3 maja 1945 roku miała tam miejsce jedna z największych katastrof morskich (podobna do katastrofy MS Wilhelm Gustloff). Po zbombardowaniu przez aliantów zatonęły trzy statki (SS Cap Arcona, Thielbek - wiozące więźniów z obozów koncentracyjnych Neuengamme i Stutthof oraz SS Deutschland obsadzony tylko niemiecką załogą), czwarty (Athen - z więźniami) zdążył zawinąć do portu Neustadt. 
Zginęło ponad 7000 osób, w tym wielu zamordowano już po dotarciu do brzegu.